# Македонска искра
„Македонска искра“ („Македонцка искра“) е вестник, издаван на български и английски език, излизал от 1946 до 1957 година и създаден от емиграцията от Македония в Австралия.
Във вестника открито се лансират социалистическите идеи, като на остра критика са подложени ВМРО и МПО, оспорва се и правото на патриотичните организации в Австралия да ръководят цялостния духовен живот на българите на континента.
Първият брой на вестника излиза през октомври 1946 година в Пърт, Западна Австралия. Издава се като орган на Македоноавстралийския народен съюз (МАНС). Сред редакторите на вестника е Стоян Сърбинов от село Буф, секретар на МАНС и член на Австралийската комунистическа партия.
Издателството се премества в Сидни през 1947 година и окончателно в Мелбърн през 1953 година.
На 6-ата австралийска конференция на МАНС, проведена на 5 и 6 януари 1957 г. се решава, че вестникът си е „изпълнил целите“ и ще бъде заменен от вестник „Македонски глас“.